# Sân bay quốc tế Sarajevo
Sân bay quốc tế Sarajevo (IATA: SJJ, ICAO: LQSA) là sân bay quốc tế chính ở Bosna và Hercegovina, tọa lạc các thủ đô Sarajevo vài km về phía tây nam.
Kể từ ngày ký hiệp định Dayton năm 1996, sân bay này đã tăng trưởng các chuyến bay thương mại của các hãng B&H Airlines, Austrian Airlines, Lufthansa, Jat Airways, Croatia Airlines, Turkish Airlines và các hãng khác. Năm 2006, 466.186 lượt khách sử dụng sân bay Sarajevo, so với 25.000 lượt khách năm 1996.
Năm 2005, chi nhánh châu Âu của Airports Council International trao giải sân bay tốt nhất cho các sân bay có lưu lượng khách dưới 1 triệu cho sân bay Sarajevo.
Sân bay này được xây năm 1966 và được khai trương ngày 2 tháng 6 năm  1969. Năm 1970, Frankfurt trở thành tuyến quốc tế đầu tiên của sân bay này.

## Các hãng hàng không và các tuyến bay
- Adria Airways (Ljubljana, 13 chuyến mỗi tuần)
- Austrian Airlines (Wien, 14 chuyến mỗi tuần)
- British Airways (London-Gatwick, 2 chuyến mỗi tuần)
- Croatia Airlines (Zagreb, 18 chuyến mỗi tuần)
- Germanwings (Köln/Bonn, 2 chuyến mỗi tuần) [bắt đầu ngày 16 tháng 8]
- Lufthansa
  - operated by Lufthansa CityLine (München, 12 chuyến mỗi tuần)
- Norwegian Air Shuttle (Oslo-Rygge, 1 chuyến mỗi tuần) (Stockholm-Arlanda, 1 chuyến 1 tuần)
- Turkish Airlines (Istanbul-Atatürk, 5 chuyến mỗi tuần)

Bay thuê bao
- Air Cairo (Hurgada)
- Atlasjet (Antalya)
- Ghadames Air Transport (Tripoli)
- Jordan Aviation (Aqaba)
- Sky Airlines (Antalya)
- Tunisair (Monastir)
- Turkish Airlines (Istanbul-Atatürk, Gaziantep)

Hàng hóa
- Icar Air (Ancona)

Các hãng và tuyến bay trước đây
- Alitalia (Milano-Malpensa)
- Czech Airlines (Praha)
- Swiss International Air Lines (Zürich)
- Scandinavian Airlines (Copenhagen)
- Arnoro (Copenhagen, Oslo, Stockholm)

## Số liệu thống kê lượng khách
| Năm/Tháng | Tháng 1 | Tháng 2 | Tháng 3 | Tháng 4 | Tháng 5 | Tháng 6 | Tháng 7 | Tháng 8 | Tháng 9 | Tháng 10 | Tháng 11 | Tháng 12 | Tổng cộng năm |
| --------- | ------- | ------- | ------- | ------- | ------- | ------- | ------- | ------- | ------- | -------- | -------- | -------- | ------------- |
| 2008      | 23.909  | 27.121  | 34.896  | 38.052  | 46.974  | -       | -       | -       | -       | -        | -        | -        | 170.952       |
| 2007      | 32.235  | 28.028  | 35.168  | 42.297  | 43.633  | 53.281  | 59.436  | 57.381  | 45.113  | 43.980   | 31.952   | 32.735   | 505.269       |
| 2006      | 26.743  | 24.292  | 30.484  | 37.380  | 44.290  | 49.987  | 56.504  | 54.811  | 45.394  | 38.690   | 28.166   | 29.287   | 466.186       |